# Tetractinomorpha
Los tetractinomorfos (Tetractinomorpha) son una subclase perteneciente a la clase Demospongiae. 

## Órdenes
Astrophorida - Axinellida - Hadromerida - Lithistida - Spirophorida